# 남부다유방쥐
남부다유방쥐(Mastomys coucha)는 쥐과에 속하는 설치류의 일종이다. 아프리카 남부(앙골라와 보츠와나, 레소토, 모잠비크, 나미비아, 남아프리카공화국, 짐바브웨)의 토착종이다. 다른 설치류가 겨우 5쌍의 젖꼭지를 가지고 있는 반면에 8~12쌍의 젖꼭지를 갖고 있기 때문에 다유방쥐로 불린다.